# Ana Gabriel
Ana Gabriel (Santiago de Comanito (Sinaloa), 10 december 1955) is een Mexicaans zangeres. Ze gaf haar eerste optreden op haar zesde en brak door toen ze ongeveer 23 jaar oud was. Ze zingt Latijns-Amerikaanse popmuziek.

## Biografie
Gabriel is een dochter van een Mexicaanse vader en een moeder van Chinese komaf. Ze werd tijdens haar kinderjaren al door haar ouders gesteund om de muziek in te gaan. Haar eerste optreden gaf ze dan ook al op haar zesde, met het nummer Regalo a Dios van José Alfredo Jiménez.
Op haar vijftiende vertrok ze naar Tijuana waar ze accountancy studeerde en haar muzikale loopbaan verder uitbouwde. Hier nam ze in 1977 ook haar eerste lied op, Comprendeme genaamd. Hierna werd ze met het lied No me lastimes más tweede tijdens een festival voor jongeren, Valores Juveniles genaamd.
In 1986 vertegenwoordigde ze haar land tijdens het Zuid-Amerikaanse songfestival Festival OTI de la Canción. Hierna duurde het nog twee jaar totdat ze definitief doorbrak met haar album Tierra de nadie waarop onder meer haar superhit Simplemente amigos stond.
Ze werd in de loop van haar carrière onderscheiden met een groot aantal prijzen, waaronder enkele Grammy Awards en een groot aantal Lo Nuestro Awards. In 2021 kreeg ze een ster op de Hollywood Walk of Fame.

## Hitsingles
| Jaar | lied                     | Hot Latin Tracks (Billboard) |
| ---- | ------------------------ | ---------------------------- |
| 1987 | Ay amor                  | 1                            |
| 1988 | Es el amor que llega     | 5                            |
| 1988 | Pecado original          | 14                           |
| 1989 | No digas no              | 6                            |
| 1989 | Simplemente amigos       | 1                            |
| 1990 | Es demasiado tarde       | 1                            |
| 1990 | Hice bien quererte       | 14                           |
| 1990 | Ni un roce               | 4                            |
| 1990 | Quien como tu            | 1                            |
| 1990 | Soledad                  | 2                            |
| 1991 | Ahora                    | 2                            |
| 1991 | Destino                  | 10                           |
| 1991 | Hasta que te conocí      | 25                           |
| 1991 | Mi gusto es              | 10                           |
| 1992 | Evidencias               | 1                            |
| 1992 | Silueta                  | 9                            |
| 1992 | Sin problemas            | 12                           |
| 1993 | Hay que hablar           | 36                           |
| 1993 | Luna                     | 1                            |
| 1993 | Todavía tenemos tiempo   | 6                            |
| 1993 | Tu y yo                  | 5                            |
| 1994 | Estas emociones          | 15                           |
| 1994 | Hablame de frente        | 5                            |
| 1994 | Tu lo decidiste          | 4                            |
| 1995 | Como agua para chocolate | 24                           |
| 1995 | No tengo dinero          | 30                           |
| 1997 | A pesar de todos         | 2                            |
| 1998 | Con un mismo corazón     | 38                           |
| 1998 | Me equivoque contigo     | 21                           |
| 1998 | Paz en este amor         | 35                           |
| 1998 | Pesar de todos           | 2                            |
| 1999 | Si me faltaras           | 30                           |
| 2001 | Huelo a soledad          | 8                            |
| 2006 | Sin tu amor              | 30                           |
| 2007 | Te diré                  | 50                           |

- Gemeinsame Normdatei: 134902262
- International Standard Name Identifier: 0000 0000 7264 1473
- Library of Congress Control Number: n91107605
- MusicBrainz: 3c6a29ce-5056-4d07-9be5-81393956dd4e
- Nationale Bibliotheek van Israël: 987007315243805171
- Virtual International Authority File: 79845693
- WorldCat: E39PBJbxDjWttw3Kb4YRHyR9Xd